# IDEF
IDEF(ICAM Definition Languages)是20世纪70年代由美国空军发明，最早用于描述企业内部运作的一套建模方法。经过不断的完善改进，其用途变广泛，现在可以适用于一般的软件开发。目前，IDEF的方法共十六种--从IDEF0到IDEF14（包括IDEF1X在内）。

## IDEF方法
IDEF0功能建模（Function Modeling（页面存档备份，存于））
IDEF1信息建模（Information Modeling（页面存档备份，存于））
IDEF1X数据建模（Data Modeling（页面存档备份，存于））
IDEF2仿真建模设计 (Simulation Model Design)
IDEF3过程描述获取（Process Description Capture （页面存档备份，存于））
IDEF4面向对象的设计（OO设计）（Object-Oriented Design （页面存档备份，存于））
IDEF5本体描述获取（Ontology Description Capture （页面存档备份，存于））
IDEF6设计理论获取（Design Rationale Capture [https://web.archive.org/web/20070402035120/http://stinet.dtic.mil/oai/oai?&verb=getRecord&metadataPrefix=html&identifier=ADA261594%5D%EF%BC%89
IDEF7信息系统审核（Information System Auditing）
IDEF8人－系统交互界面设计（User Interface Modeling）
IDEF9场景驱动信息系统设计（Scenario-Driven IS Design）
IDEF10实施体系结构建模（Implementation Architecture Modeling）
IDEF11信息制品建模（Information Artifact Modeling）
IDEF12组织建模（Organization Modeling）
IDEF13三模式映射设计（Three Schema Mapping Design）
IDEF14网络设计方法（Network Design）

## IDEF发展史
集成计算机辅助制造